# Zakrzów (powiat łęczyński)
Zakrzów – wieś w Polsce położona w województwie lubelskim, w powiecie łęczyńskim, w gminie Łęczna.
Wieś szlachecka położona była w drugiej połowie XVI wieku w powiecie lubelskim województwa lubelskiego. W latach 1975–1998 miejscowość należała administracyjnie do województwa lubelskiego.
Wieś stanowi sołectwo gminy Łęczna. Według Narodowego Spisu Powszechnego z roku 2011 wieś liczyła 169 mieszkańców.
We wsi znajduje się krótki około 3 kilometrowy odcinek rzeki Stawek, która od lewej strony uchodzi do Wieprza. Jak również rezerwat przyrody „Zakrzów” – którego zadaniem jest zachowanie zbiorowisk łąkowych i lasu łęgowego.

## Historia
Zakrzów jest wymieniony po raz pierwszy w 1409 r. w dokumencie występuje wówczas Jan de Zakrzew. W 1451 roku i w latach następnych w sprawach granicznych między Piotrem z Krzesimowa a Janem Kuropatwą z Łańcuchowa występują wsie: Gora i Zakrzow należące do Jana Kuropatwy łowczego i sędziego lubelskiego, a następnie kasztelana zawichojskiego.

Tenże Kuropatwa był właścicielem klucza dóbr powstałego na południe od Łęcznej, do którego – poza wspomnianą wsią Zakrzów- należały: Łańcuchów, Górne, Milejów, Łysołaje, Wola Łańcuchowska i Ciechanki. Dobra te odziedziczył jego syn, późniejszy podkomorzy lubelski Jan Kuropatwa. W roku 1670 Zbigniew Suchodolski płacił tu pogłówne od 42 poddanych (Pawiński, Kodeks Małopolski, 27a).
W wieku XIX folwark wchodził w skład dóbr Krzesimów, wieś posiadała w 1866 roku 39 osad i 418 mórg gruntu włościańskiego. W roku 1827 spis wykazał tu 28 domów i 143 mieszkańców.